# Арнульф II Фландрський
Арну́льф (Арнуль) II Молодший (фр. Arnoul II de Flandres, 961/962—30 березня 987, похований в Генті) — граф Фландрський з 965, син графа Фландрії Бодуена III і Мехтільди Саксонської, доньки герцога Саксонії Германа II. Походив з Першого Фландрського дому.

## Біографія
Арнульф успадкував графство після смерті його діда Арнульфа I Фландрського у 965 році малолітньою дитиною. Його батько, Бодуен III, помер раніше за нього, у 962, коли Арнульфу було не більше року. Арнульф I передав частину Пікардії королю  Західно-Франкської держави — Лотарю, щоб забезпечити право свого внука Арнульфа II на спадкоємність у Фландрії. Король Лотар також взяв на себе опіку неповнолітнього Арнульфа II. Ще до своєї смерті дід Арнульфа, Арнульф I, пообіцяв, що юний граф не контролюватиме фламандських дворян на шкоду їх інтересам.
У 965 році Булонь, Гін і Сен-Поль були захоплені графом де Понтьє. З метою відвоювання цих земель Арнульф II звернувся за допомогою до данських вікінгів. За легендою, на чолі данських найманців стояли Кнут Гормссон, брат короля Харальда I, і його двоюрідний брат Зігфрід Данець. Військова кампанія увінчалася успіхом. Як подяку Арнульф віддав у дружини Зігфріду Данцю свою сестру Ельструду Гентську і подарував йому в спадкове володіння графство Гін як  лен Фландрії. Після цього графство стало залежним від Фландрії.
До того часу, коли в 976 Арнульф досяг повноліття, Фландрське графство втратило деякі південні території, придбані Арнульфом I. Арнульф II не зміг повернути владу над Остреваном, Артуа, Понтьє і Ам'єном. Ще раніше король Лотар спробував скористатися малолітством Арнульфа і спробував захопити Фландрію, вдершись в неї. Король зміг захопити Теруан, Сен-Поль, Дуе і Аррас, але після втручання імператора  Оттона I, покликаного стурбованим єпископом  Камбре і  Арраса, був змушений відступити і втратив захоплені землі, проте залишивши за собою безліч руйнувань. Також Лотар підпорядкував собі графство Понтьє і передав його Гуго Капету. Булонське графство було віддано в льон синові  Адалульфа, брата Арнульфа I і сина  Бодуена II,  Арнульфу.
Після смерті короля  Людовика V Лінивого, граф Фландрії підтримав заколот проти Гуго Капета  герцога Нижньої Лотарингії  Карла I, який претендував на трон Франції. У відповідь Гуго Капет вторгся у Фландрію і взяв в облогу Лис і Аррас, змусивши графа втекти в  Нормандію. Незабаром Гуго Капет зняв облогу. Довгий час вважалося, що цим графом був Арнульф, оскільки вважалося, що він помер в 988 році. Однак, зараз встановлено, що Арнульф помер 30 березня 987, тобто раніше Людовика, який помер 22 травня 987, тому ця подія ніяк не може стосуватися до нього.
Коли Арнульф II помер в 987, його синові і наступникові  Бодуену IV було тільки 7 років. Арнульф був похований в Генті. Його вдова  Сусанна (Розалія) Італійська повторно вийшла заміж через рік після смерті чоловіка за короля Франції  Роберта II, хоча чотири роки потому вони розлучилися.

## Родина
Дружина (з бл. 968) — Сусанна (Розалія) (бл. 945—1003), донька короля Італії Беренгара II.
Діти:
- Матильда (пом. 24 липня 995 чи раніше);
- Бодуен IV (бл. 980—1035) — граф Фландрський з 988 року.